# Chaetostoma daidalmatos
Chaetostoma daidalmatos es una especie de peces de la familia Loricariidae en el orden de los Siluriformes.

## Hábitat
Es un pez de agua dulce.

## Distribución geográfica
Se encuentra en la cuenca del río Huallaga (Perú).